# Ярослав Зелений
Ярослав Зелений (чеськ. Jaroslav Zelený, нар. 20 серпня 1992, Градець-Кралове) — чеський футболіст, захисник клубу «Спарта» (Прага) і національної збірної Чехії.

## Клубна кар'єра
Почав свою кар'єру в клубі «Градець-Кралове» з однойменного рідного міста, де провів чотири сезони, взявши участь у 77 матчах чемпіонату.
Влітку 2014 року на правах оренди перейшов у «Карвіну», яка в лютому 2015 року викупила його трансфер. Всього за нову команду провів два з половиною роки і у січні 2017 року перейшов у «Яблонець», з якою став фіналістом Кубка Чехії 2017/18. Незабаром після цього Зелений перейшов у клуб, що здолав «Яблонець» у фіналі — празьку «Славію».

## Виступи за збірні
Виступав у складі юнацької збірної Чехії, взяв участь по одній грі за збірну до 17 та 18 років.

## Титули і досягнення
- Чемпіон Чехії (3):

«Славія»: 2018–19
«Спарта»: 2022–23, 2023–24
- Володар Кубка Чехії (2):

«Славія»: 2018–19
«Спарта»: 2023–24